# Welkom in de 80-jarige Oorlog
Welkom in de 80-jarige Oorlog is een komische Nederlandse, educatieve Schooltv-serie uit 2018, die bestaat uit zeven delen en gericht is op kinderen in de leeftijd van negen tot en met twaalf jaar. Het programma is onderdeel van de reeks Welkom in de geschiedenis.

## Afleveringen
| Nummer | Titel                          | Uitzenddatum      |
| ------ | ------------------------------ | ----------------- |
| 1      | Het voorspel                   | 30 september 2018 |
| 2      | Het begin van de opstand       | 7 oktober 2018    |
| 3      | De opstand hapert              | 14 oktober 2018   |
| 4      | De geboorte van de Nederlanden | 21 oktober 2018   |
| 5      | Listen en Twisten              | 28 oktober 2018   |
| 6      | De stedendwinger               | 4 november 2018   |
| 7      | Oorlog op zee                  | 11 november 2018  |

## Acteurs
N.B.: de onderstaande lijst met acteurs is incompleet, alsook de rollen die zij spelen. Het leeuwendeel van de acteurs geeft meerdere personages gestalte, zowel historische als fictieve.
| Naam                  | Rol(len)                                                                                       |
| --------------------- | ---------------------------------------------------------------------------------------------- |
| Plien van Bennekom    | Dorine Goudsmit                                                                                |
| Peter Blok            | Koning Filips de Tweede                                                                        |
| Pierre Bokma          | Prins Willem van Oranje                                                                        |
| Hajo Bruins           | Hertog van Alva                                                                                |
| Guy Clemens           | Prins Frederik Hendrik                                                                         |
| Roos van Erkel        | Elselina van Houweningen                                                                       |
| Tygo Gernandt         | Antwerpse vluchteling                                                                          |
| Tjebbo Gerritsma      |                                                                                                |
| Hein van der Heijden  |                                                                                                |
| Marcel Hensema        |                                                                                                |
| Maarten Heijmans      | Lodewijk van Nassau, Jan Francken (knecht Van Oldenbarnevelt)                                  |
| Rogier in 't Hout     | Jan Koppestok, Wladislaus Wasa, Jacobus Arminius, Filips van Montmorency (Horne)               |
| Marc-Marie Huijbregts | Schrijver Wilhelmus, wapenhandelaar                                                            |
| Hans Kesting          | Prins Maurits, Hendrik VIII                                                                    |
| Alex Klaasen          | Televisiekijker (Maarten)                                                                      |
| Paul R. Kooij         | Paus Gregorius XIII, Willem I van Nassau-Dillenburg                                            |
| Frank Lammers         | Michiel de Ruyter, Balthasar Gerards, Hugo de Groot                                            |
| Gijs de Lange         | Inwoner van Breda, Beeldenstormer, Franciscus Gomarus                                          |
| Paul de Leeuw         | Willem Bloys van Treslong                                                                      |
| Ellen Pieters         | Televisiekijker (Trui), Elizabeth I van Engeland, Maria van Reigersberch, Juliana van Stolberg |
| Kees Prins            | Piet Hein                                                                                      |
| Joost Prinsen         | Johan van Oldenbarnevelt, pastoor in 1584                                                      |
| Tjitske Reidinga      | Kenau Simonsdochter Hasselaer, Magdalena Moons, Anna van Saksen                                |
| Martine Sandifort     | Catharina van Aragon                                                                           |
| Elise Schaap          |                                                                                                |
| Laus Steenbeeke       |                                                                                                |
| Teun Stokkel          | Filips Willem van Oranje, Willem II van Oranje                                                 |
| Dick van den Toorn    | Paus Clemens VII, Adriaen van Bergen (schipper), Jacob Hessels (rechter), Lamoraal van Egmont  |
| Waldemar Torenstra    | Beul van Johan van Oldenbarnevelt                                                              |
| Rop Verheijen         | oorlogsschilder, Hendrik III van Frankrijk                                                     |
| Remko Vrijdag         | Kennisquizleider                                                                               |
| Stefan de Walle       | Francisco de Valdez                                                                            |
| Ilse Warringa         | Prinses Amalia van Solms, Louise de Coligny, Anna Boleyn                                       |
| Ruben Brinkman        | Simon Stevin                                                                                   |